# Kovács Kristóf (producer)
Kovács Kristóf (Budapest, 1974. július 22. –) televíziós producer. Szülei, Kovács P. József és Mercsényi Marietta.

## Tanulmányai
Gimnáziumi tanulmányait a Toldy Ferenc Gimnáziumban Budapesten, a University of Wyomingban az USA-ban, illetve a Balatonalmádi Kéttannyelvű Gimnáziumban végezte. 1993 őszétől az USA-ban tartózkodott, ahol bölcsészdiplomát szerzett a Columbia College Hollywood ösztöndíjas diákjaként televízió produceri szakon.

## Főbb alkotásai, munkássága
1996-tól a CNN, KCAL és UPN tévécsatornák külső munkatársa, 1997-től a UPN esti híradójának produkciós koordinátora volt. 1997-ben tanulmányt készített a XX. század végének hírgyártásról. 1995-től az NBC tévécsatorna munkatársa, 1996-tól a The Tonight Show with Jay Leno műsor koordinációs producere volt.
1997. júliusában visszatért Magyarországra, ahol megalapította a Primetime Entertainment Produkciós irodát. 1997 őszén bejegyeztette a Showder címet, majd 1998 tavaszán felkérte Fábry Sándort a műsor vezető írói és házigazdai posztjára, akivel kizárólagos televíziós szerződést kötött. 1998 márciusában elkészítette az Esti Showder pilotműsorát, majd  szerződést kötött a Magyar Televízióval a sorozat sugárzására. Az MTV 1998 szeptemberétől 1999 májusáig sugározta a show-műsort. Az MTV-n sugárzott adások rekordidő alatt a csatorna legnézettebb műsorává váltak, a kereskedelmi konkurenciát is megelőzve. 1999 májusában szerződést kötött az RTL Klubbal a műsorsorozat folytatására, nagyobb terjedelemben (80-90 perc), nagyobb stúdióban, új díszletek között.
2000-ben az osztrák Piatnik céggel megállapodást kötött az Activity nevű társasjáték-sorozat televíziós formátumának kidolgozására, és annak világszerte való értékesítésére. 2001-ben elkészítette a formátumot, mely világjogainak tulajdonosává vált. Kizárólagos televíziós szerződést kötött Szulák Andreával, majd a pilotműsorok elkészítése után az Activity Show sugárzására szerződést kötött a tv2-vel. Cége így az első és egyetlen olyan magyar produkciós irodává vált, amely mindkét országos kereskedelmi televíziónak gyárt műsorokat.

## Produkciói
- Esti Showder Fábry Sándorral (1998-2011)
- Activity (2001-2008, 2023)
- Szulák Andrea Show (2003-2007)
- Liptai Claudia Show (2007-2008)
- A nagy fogyás (2007-2008)
- Showder Klub (2008 óta)
- Gyertek át! (2015-2016)

## További tudnivalók
Kovács Kristóf 2008 óta a Déryné Étterem tulajdonosa.